# França Júnior
Joaquim José de França Júnior (Rio de Janeiro, 18 de março de 1838 — Poços de Caldas, 27 de novembro de 1890) foi um advogado, dramaturgo, jornalista e pintor brasileiro.

## Biografia
Cursou humanidades no Colégio Pedro II, no Rio de Janeiro, e, entre 1858 e 1862, estudou na Faculdade de Direito de São Paulo, período em que escreveu suas primeiras peças teatrais. Após exercer a advocacia, residiu por um período na Bahia, onde foi nomeado secretário de governo do presidente daquela província.
Por volta de 1880 retorna ao Rio de Janeiro e aprende a desenhar com o aquarelista alemão Benno Treidler. Entusiasmado com a descoberta da nova arte, frequenta como assistente a Academia Imperial de Belas Artes, onde lecionava Georg Grimm. Desligando-se este da Academia, acompanha o mestre que acabara de formar o Grupo Grimm para pintar ao ar livre e ao natural.  Mas pouco durou esta ligação com o grupo do paisagista alemão. Concentra-se mais na sua vocação jornalística e literária.
Publicou vários folhetins e escreveu diversas comédias teatrais que alcançaram enorme sucesso popular. Personalidade de escola e multifacetada, não tinha como prioridade a pintura. Porém, a obra que deixou, além de não ser pequena, tem boa qualidade e faz parte da nascente paisagística brasileira.

## Academia Brasileira de Letras
É o patrono da cadeira 12 da Academia Brasileira de Letras, da qual Urbano Duarte de Oliveira é o fundador.

## Teatro[2]
Peças cujo texto é conhecido:
- Meia Hora de Cinismo (comédia em um ato - 1861)
- Tipos da Atualidade (ou O barão de Cutia) (comédia em três atos - 1862)
- Ingleses na Costa (comédia em um ato - 1864)
- O Defeito da Família (comédia em um ato - 1870)
- Amor com Amor se Paga (comédia em um ato - 1871)
- Direito por Linhas Tortas (comédia em quatro atos - 1871)
- Maldita Parentela (comédia em um ato - 1871)
- O Tipo Brasileiro (comédia em um ato - 1872)
- Entrei para o Clube Jácome (comédia em um ato - 1877)
- Como se Fazia um Deputado (comédia em três atos - 1882)
- De Petrópolis a Paris (comédia de costumes em três atos, com canções, coros e dança - 1882)
- Caiu o Ministério! (comédia original de costumes em três atos - 1882)
- Dois Proveitos em um Saco (peça teatral em um ato - 1883)
- A Lotação dos Bondes (comédia em um ato - 1885)
- As Doutoras (peça teatral - 1889)

Peças cujo texto não se preservou ou é desconhecido:
- A República Modelo (comédia em um ato - s/d)
- O Beijo de Judas (comédia em quatro atos - s/d)
- Três candidatos (comédia em um ato - s/d)
- O Trunfo às Avessas (opereta com música de Henrique Mesquita - s/d)
- Bendito Chapéu (comédia em um ato - s/d)
- Duas pragas familiares (comédia em cinco atos - s/d)
- Portugueses às Direitas (comédia de costumes em três atos representada no grande festival em benefício do batalhão patriótico que seguiu para Zambézia - 1890)
- Um Carnaval no Rio de Janeiro ("comédia cintilante de espírito e verve"[3] - 1882)

As peças de França Júnior foram reunidas em 1980 em O teatro de França Júnior, em dois volumes.

## Outras obras
Em uma Gôndola (novela publicada pelo Correio Mercantil - 1868)
Os Candidatos (tradução da comédia, em um ato, de Fogliani - 1881)